# 羅傑·希斯-布朗
大衛·羅德尼·「羅傑」·希斯-布朗 OBE FRS（1952年10月12日—）是一名英國數學家，從事解析數論領域。

## 生平
希斯-布朗是劍橋大學三一學院的本科生和研究生。他的研究導師是艾倫·貝克。
1979年，希斯-布朗移居牛津大學，於1999年起擔任純粹數學教授。他於2016年退休。

## 研究工作
希斯-布朗以許多引人注目的結果而知名。他證明了形式為 {\displaystyle x^{3}+2y^{3}} 的質數有無限多個。1978年，他與薩繆爾·詹姆斯·帕特森合作，以等分布形式證明立方高斯和的庫默爾猜想。他將伯吉斯對於特徵和的方法應用於橢圓曲線的秩。他證明了在至少十個變數中，有理數上的每個非單值立方形式都代表0。希斯-布朗也顯示林尼克常數小於或等於5.5。最近，希斯-布朗因其在所謂行列式方法上的開創性工作而知名。利用這個方法，他在2002年證明了讓-皮埃爾·塞爾在四變數下的一個猜想。塞爾的這個特殊猜想後來被稱為「維數增長猜想」，到了2009年，這個猜想幾乎被蒂莫西·布朗寧、希斯-布朗和佩爾·薩爾伯格（Per Salberger）的各種研究完全解決。

## 榮譽
倫敦數學學會曾授予希斯-布朗貝里克獎（1981年）、資深貝里克獎（1996年）和波利亞獎（2009年）。他於1993年獲選為英國皇家學會會士，並於1999年獲選為哥廷根科學院的通訊院士。
他曾受邀於1983年在華沙舉行的國際數學家大會和2010年在海德拉巴舉行的國際數學家大會上發表題為「數論」的演講。
2012年，他獲選為美國數學學會會士。2022年，英國皇家學會授予他西爾維斯特獎章，以表彰他對質數研究和整數方程解法的許多重要貢獻。
希斯-布朗因對數學研究的貢獻，在2024年元旦授勳中被授予大英帝國官佐勳章。

## 其他
2007年9月，希斯-布朗與約瑟夫·H·西爾弗曼共同為戈弗雷·哈羅德·哈代和愛德華·梅特蘭·賴特的經典著作《數論導論》牛津大學第六版撰寫序言。